# Cetrelia
Cetrelia es un género de líquenes frondosos de la gran familia Parmeliaceae. Se conocen comúnmente como líquenes de la tormenta marina, en alusión al aspecto ondulado de sus lóbulos. El nombre del género, circunscrito en 1968 por el matrimonio de liquenólogos William y Chicita Culberson, alude a la antigua ubicación de estas especies en los géneros Cetraria y Parmelia.
Las principales características del género son los lóbulos anchos y redondeados del cuerpo del liquen, de color verde grisáceo, y la presencia de poros diminutos en la superficie exterior (la corteza) que permiten el intercambio de gases. La superficie inferior del liquen es de color marrón a negro, con pocos rizomas que actúen como agarres, lo que da lugar a una fijación bastante suelta a la superficie sobre la que se encuentra el liquen. Las estructuras reproductivas sexuales no suelen estar presentes, por lo que las características físicas utilizadas para distinguir entre especies de Cetrelia incluyen la presencia o ausencia de estructuras reproductivas asexuales como isidios, soridios y lóbulos. Los líquenes de Cetrelia son químicamente diversos y producen varias sustancias químicas secundarias: la atranorina es el principal compuesto producido en la corteza, mientras que las sustancias conocidas como depsidas o depsidonas son compuestos de la médula (la capa de tejido bajo la corteza) que pueden utilizarse para ayudar a distinguir entre especies.
El número de especies de Cetrelia depende de cómo se clasifique la variación química del género: hay cinco formas distintas (morfotipos) y otras especies morfológicamente idénticas pero químicamente únicas (quimiotipos). Aunque se han descrito formalmente 19 especies de Cetrelia, algunas autoridades prefieren considerar los taxones morfológicamente similares como quimiotipos de la misma especie. Los análisis filogenéticos moleculares sugieren que es mejor tratar las razas químicas como especies distintas. Conocidas sobre todo en el hemisferio norte, la mayoría de las especies de Cetrelia se encuentran en el este o el sur de Asia. Prefieren hábitats algo húmedos y frescos, y se encuentran sobre todo en troncos de árboles, pero a veces en rocas o en briófitos sobre rocas sombreadas. La especie tipo, Cetrelia cetrarioides, tiene una amplia distribución y se ha registrado en Asia, Europa y Norteamérica. La mayoría de las especies de Cetrelia presentes en Europa se consideran raras o amenazadas y figuran en las listas rojas regionales de varios países. En Asia, algunos líquenes Cetrelia se utilizan en la preparación de tintes naturales, para la producción de material con propiedades antibióticas utilizado en la medicina tradicional, o en la preparación de reactivo tornasol.

## Sistemática

### Historia taxonómica
El nombre genérico Cetrelia combina Parmelia y Cetraria, los dos géneros en los que se clasificaron originalmente la mayoría de las especies. El género fue circunscrito por los liquenólogos William y Chicita Culberson en 1968. En 1960 iniciaron un estudio del género Cetraria en sentido amplio, tal como lo había definido Alexander Zahlbruckner en su obra Catalogus Lichenum Universalis de 1930. El género se había convertido en un taxón papelera, depositario de todos los líquenes parmeliáceos con apotecios en los márgenes. Los Culberson empezaron estudiando las especies de lóbulos anchos que tradicionalmente se habían clasificado en Cetraria, un grupo que denominaron Cetrariae «parmelioides». Este grupo incluía Cetraria sanguinea, C. japonica y C. collata, así como un grupo denominado Cetraria glauca, que incluía C. norvegica y C. chrysantha. Este último grupo de especies había sido identificado previamente por el botánico noruego Eilif Dahl, quien había sugerido que Cetraria era polifilético en un estudio de 1952. Los Culberson observaron que Cetraria sanguinea y C. japonica eran muy similares en morfología a dos especies de Parmelia, Parmelia cetrarioides y P. olivetorum. Como resultado de sus investigaciones, transfirieron tres especies al nuevo género Asahinea, crearon el género Platismatia para 10 miembros del grupo Cetraria glauca, y Cetrelia para 14 miembros del grupo Parmelia cetrarioides. Según una revisión de 2012 de la familia Parmeliaceae, la creación de estos tres nuevos géneros más naturales por los Culberson inició «una tendencia de división que continuó durante más de tres décadas».

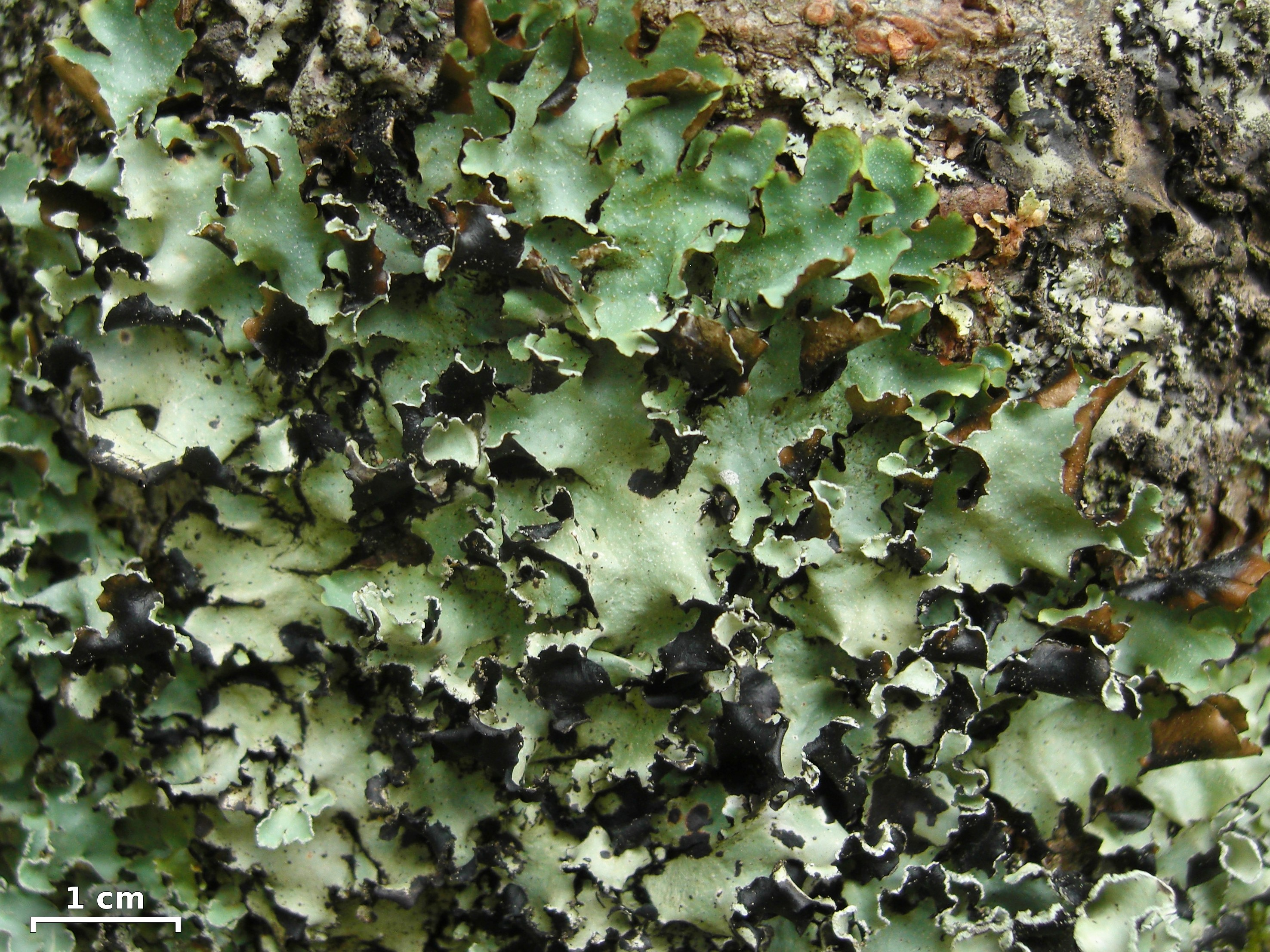
Cetrelia olivetorum; la barra de escala es de 1 cm

A principios de la década de 1970, Josef Poelt desarrolló el concepto de «pares de especies», es decir, taxones que son morfológica y químicamente similares (si no idénticos), pero que difieren principalmente en sus modos de reproducción: un taxón se reproduce sexualmente y el otro vegetativamente. Utilizando Cetrelia como ejemplo para explicar sus ideas, sugirió que a ambos miembros de estos pares se les asignara el rango de especies. En 1976, los Culberson introdujeron la idea de grupos morfológicos o morfotipos con el género Cetrelia. Nombraron estos grupos con los epítetos latinos de las especies más destacadas de ese grupo, así: cetrariodes (talo con soredios), isidiata (talo con isidios), sinensis (talo con lobulillos dorsiventrales marginales), collata (talo sin soredios, isidios ni lobulillos, a menudo sin apotecios y con pseudocifelas grandes) y davidiana (talo sin propágulos vegetativos y frecuentemente con apotecios, pero con pseudocifelas pequeñas). Del mismo modo, el género contiene una serie de quimiotipos relacionados con el contenido de las sustancias principales en la médula. Las especies con el mismo quimiotipo siempre tienen el mismo uno o dos constituyentes principales, mientras que el complejo de sustancias menores puede variar algo. Se han reconocido seis quimiotipos en Cetrelia. En un análisis filogenético de 2019, estos quimiotipos se denominaron según su(s) sustancia(s) medular(es) principal(es): imbricárico, olivetórico, anziaico, perlatólico, microfilínico y alectorónico + α-colatólico.
Un ejemplo de afinidades taxonómicas cambiantes lo ofrecen las cuatro especies europeas de Cetrelia (C. cetrarioides, C. chicitae, C. monachorum y C. olivetorum). Varios estudios han sugerido aceptar una sola especie en el grupo con cuatro quimiotipos, separados según las principales sustancias medulares, que pueden detectarse mediante métodos estándar de cromatografía en capa fina, mientras que otros han considerado los diferentes quimiotipos como especies separadas.
Las especies de Cetrelia se conocen comúnmente como líquenes de tormenta marina; según el autor Colin Rees, «los bordes levantados de color gris verdoso de sus lóbulos recuerdan la espuma de las olas del océano».

### Filogenia
Antes de la llegada de la filogenética molecular, Cetrelia se agrupaba dentro del grupo morfológico de los «líquenes cetrarioides», especies con talos erectos y foliosos con apotecios marginales y picnidios. Sin embargo, las pruebas de ADN de varios estudios demostraron que los líquenes cetrarioides no eran un grupo monofilético de especies, y que Cetrelia se agrupaba fuera de los líquenes cetrarioides, en un grupo llamado «Cetrariae parmelioides», junto con los géneros Asahinea y Platismatia. Las características morfológicas que unen a estos tres géneros incluyen la presencia de lóbulos grandes, anchos y redondeados, y talos que suelen estar orientados horizontalmente. Al igual que otros grupos de taxones parmelioides, los líquenes Cetrelia tienen el polisacárido isolichenan en su pared celular, que está ausente en el grupo de los cetrarioides. En un análisis posterior (2010), Cetrelia se resuelve como el único miembro del clado Cetrelia, uno de los nueve grupos principales dentro del clado parmelioide de Parmeliaceae que comparten características morfológicas y químicas similares.
Un estudio de 2019 en el que se investigó la utilidad de los metabolitos secundarios en la taxonomía molecular de Cetrelia demostró una clara correlación entre la química de los líquenes y la filogenia, lo que sugiere que es útil incluir información de los metabolitos secundarios a la hora de identificar taxones. Cetrelia produce un conjunto constante de compuestos polifenólicos de función aún desconocida, concretamente depsidos y depsidonas de tipo orcinol. Los análisis del estado de los caracteres mostraron que los metabolitos de Cetrelia parecen estar evolucionando hacia sustancias más complejas, lo que indica posiblemente su importancia evolutiva en la supervivencia o el funcionamiento de la especie. Esta investigación corroboró pruebas anteriores basadas en el ADN que también apoyaban el uso de la quimiotaxonomía para delimitar las especies de Cetrelia.

## Descripción

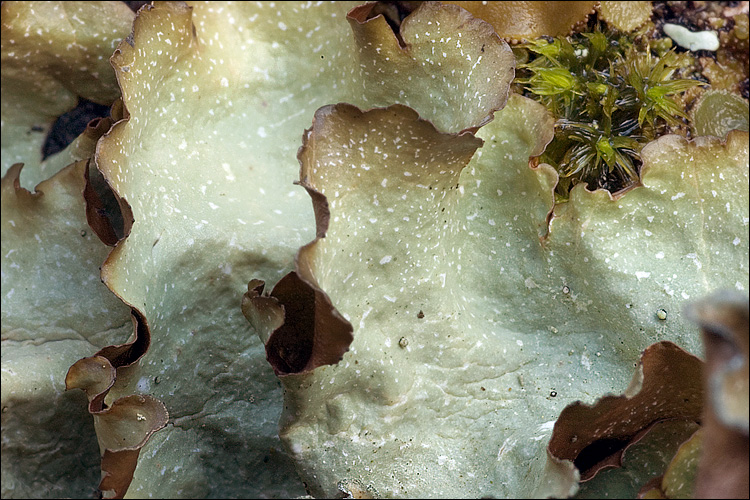
Detalle de los lóbulos de Cetrelia cetrarioides. Las manchas y líneas blancas son pseudocifelas.

Cetrelia se caracteriza por su talo folioso (con hojas), de color verde grisáceo y poco adherido al sustrato. El talo presenta pseudocifelas laminares, pequeños poros en la corteza a través de los cuales se ve directamente la médula. Tiene una corteza superior prosoplectenquimatosa, lo que significa que está formada por hifas densamente aglutinadas que no están hinchadas y tienen lúmenes diminutos. La corteza inferior es negra, al menos en algunas partes, con ricinas escasas y picnidios (cuerpos fructíferos asexuales) en el margen. Las ascosporas de los líquenes de Cetrelia son incoloras, de forma elipsoide, en número de ocho por ascus, con una longitud de 11 a 22 μm y una anchura de 6-12 μm. Los conidios (esporas asexuales que se producen en los picnidios) tienen forma de bastoncillos y miden de 3 a 6 μm.
La atranorina es la principal sustancia química secundaria en la corteza y está presente en todas las especies. Cetrelia produce varias depsidonas de tipo orcinol en la médula que pueden utilizarse como sustancias diagnósticas para ayudar a identificar especímenes a nivel de especie. Otras sustancias químicas secundarias que se han identificado en este género son: ácidos alectorónico, anziaico, colatólico, imbricárico, microfilínico, olivetórico, perlatólico y fisódico.

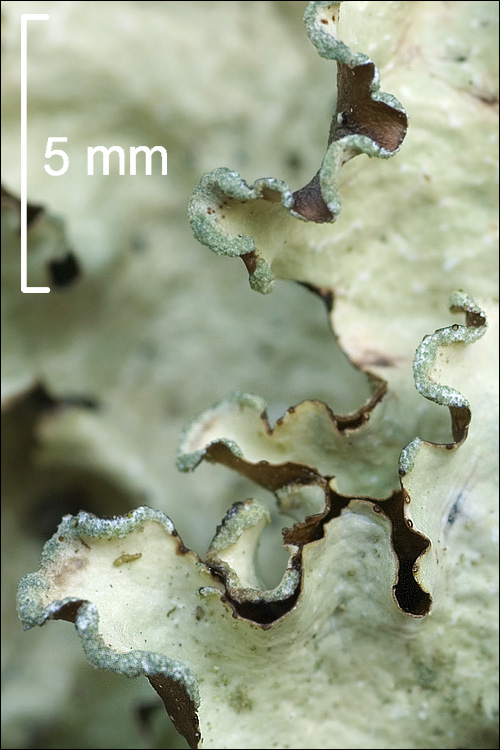
Un primer plano muestra soralios marginales continuos en el margen del lóbulo de Cetrelia cetrarioides

En un estudio sobre los carotenoides presentes en seis especies de Cetrelia encontradas en Eurasia, sólo la violaxantina estaba presente en todas las muestras de todas las especies recogidas en diversos entornos. De los veinte carotenoides diferentes identificados en este estudio, la mayoría son comunes, aunque unos pocos son raros en los líquenes. Por ejemplo, la flavoxantina, detectada en los talos de C. japonica, sólo se había encontrado anteriormente en otros tres casos, aunque no es infrecuente en la flor y el fruto de plantas superiores. La presencia de un único carotenoide común a todas las especies sugiere que, en estas especies, la biosíntesis de carotenoides depende en gran medida de las condiciones del entorno.
La presencia o ausencia de propágulos reproductores como isidios, soridios y lóbulos son caracteres físicos importantes en la taxonomía de Cetrelia. Los isidios son raros en el género y sólo se asocian a C. braunsiana y C. isidiata. Los soredios son comunes; con la excepción de C. alaskana, todas las especies son sorediadas. Los soredios son finos y pulverulentos, y se producen en el borde de los lóbulos como soredios marginales continuos, que a menudo necesitan ampliación para ser vistos. Las lobulaciones son lóbulos diminutos en la superficie superior y los márgenes del talo. Se encuentran en C. japonica, C. sinensis y C. pseudolivetorum.
Los caracteres morfológicos o químicos por sí solos no bastan para distinguir entre las especies de Cetrelia y deben considerarse conjuntamente. Por ejemplo, C. pseudolivetorum y C. japonica son difíciles de distinguir con sólo un breve examen físico, y a menudo se etiquetan incorrectamente en colecciones de lugares donde se dan ambas especies. Sin embargo, pueden identificarse comprobando la reacción cromática del C (hipoclorito sódico): una reacción positiva (C+), indica la presencia de ácido olivetórico, que sólo se da en C. pseudolivetorum. En cambio, C. chicitae y C. braunsiana producen los mismos compuestos secundarios, por lo que no pueden distinguirse mediante pruebas puntuales o cromatografía en capa fina. Sin embargo, se distinguen fácilmente mediante examen: C. chicitae tiene soredios en el margen, mientras que C. braunsiana tiene isidios.
Los líquenes de Cetrelia se parecen algo a los del género Parmotrema, pero las especies de este último nunca tienen pseudocifelas y suelen tener cilios en el margen. Platismatia es otro género morfológicamente similar, pero difiere de Cetrelia en que siempre carece de ácido caperático. Cetreliopsis es un género segregado de Cetreliopsis en 1980. Aunque superficialmente son similares, los líquenes de Cetreliopsis tienen una química secundaria distinta: contienen ácido úsnico en la corteza superior y depsidonas de orcinol en la médula.

## Especies
En total, se han incluido 19 especies en Cetrelia, descritas como especies nuevas o transferidas de otros géneros. Los morfotipos se distinguen principalmente por los propágulos vegetativos: presencia o ausencia de soredios, isidios y lóbulos. Aunque sólo hay cinco morfologías distintas (morfotipos) en Cetrelia, en general se reconocen 18 especies basándose en las diferencias de los compuestos secundarios (quimiotipos), en combinación con la morfología. Basándose en la distribución de la mayoría de las combinaciones de quimiotipo y morfotipo, se cree que el centro de especiación en Cetrelia es el sur y el este de Asia.
- Cetrelia chicitae; la barra de escala es de 1 cmCetrelia alaskana (W.L.Culb. & C.F.Culb.) W.L.Culb. & C.F.Culb. (1968)[29] – Alaska
- Cetrelia braunsiana (Müll.Arg.) W.L.Culb. & C.F.Culb. (1968)[30] – south Asia

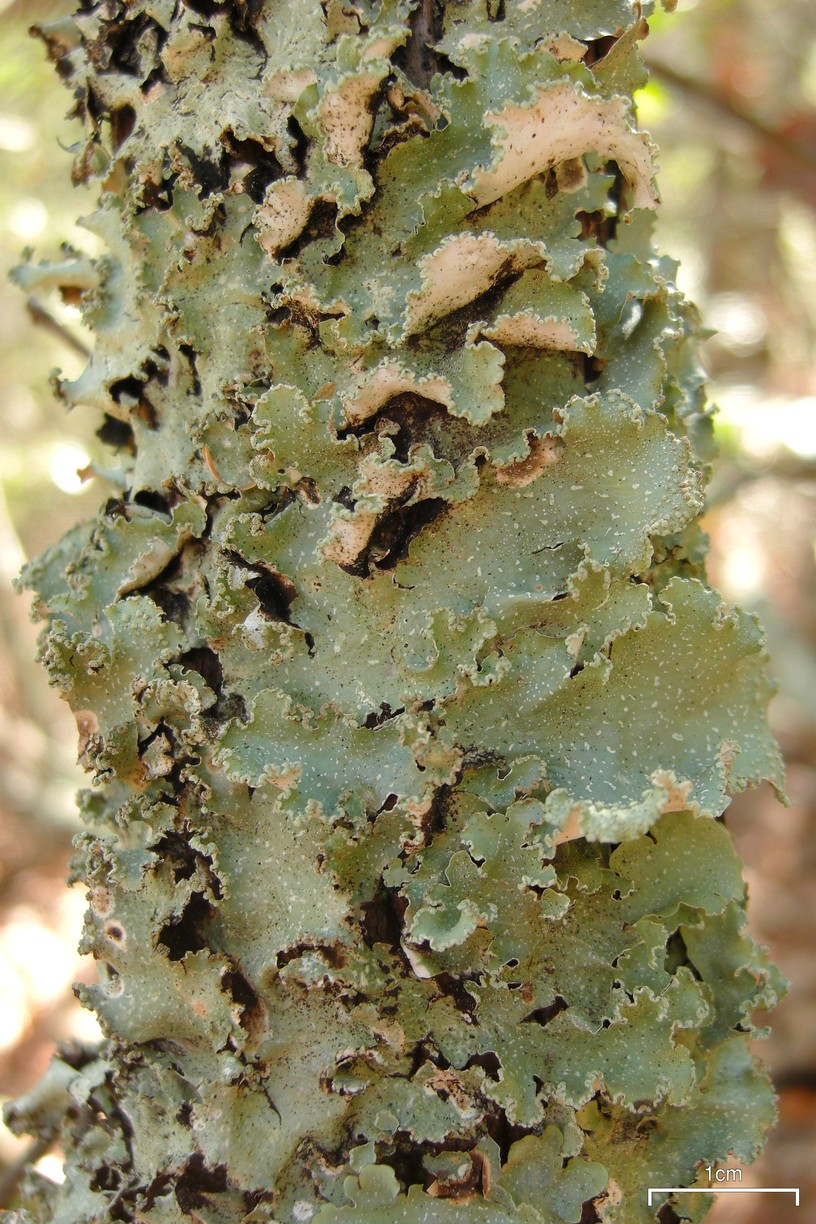
Cetrelia chicitae; la barra de escala es de 1 cm

- Cetrelia cetrarioides (Delise) W.L.Culb. & C.F.Culb. (1968)[31] – eastern North America; Asia; western Europe
- Cetrelia chicitae (W.L.Culb.) W.L.Culb. & C.F.Culb. (1968)[32] – North America; south Asia; Europe
- Cetrelia collata (Nyl.) W.L.Culb. & C.F.Culb. (1968)[33] – China; Nepal
- Cetrelia davidiana W.L.Culb. & C.F.Culb. (1968)[34] – China
- Cetrelia delavayana W.L.Culb. & C.F.Culb. (1968)[35] – China
- Cetrelia isidiata (Asahina) W.L.Culb. & C.F.Culb. (1968)[36] – Japón
- Cetrelia japonica (Zahlbr.) W.L.Culb. & C.F.Culb. (1968)[37] – Japón; South Korea; Indonesia; Taiwan
- Cetrelia monachorum (Zahlbr.) W.L.Culb. & C.F.Culb. (1977)[8]– Asia; Europe; North America
- Cetrelia nuda (Hue) W.L.Culb. & C.F.Culb. (1968)[38] – Japan; China; Taiwan
- Cetrelia olivetorum (Nyl.) W.L.Culb. & C.F.Culb. (1968)[39] – Asia; Europa; North America
- Cetrelia orientalis Randlane & Saag (1991)[12] – Rusia
- Cetrelia pseudocollata Randlane & Saag (1991)[12] – China
- Cetrelia pseudolivetorum (Asahina) W.L.Culb. & C.F.Culb. (1968)[40] – south Asia
- Cetrelia sanguinea (Schaer.) W.L.Culb. & C.F.Culb. (1968)[41] – Asia
- Cetrelia sayanensis Otnyukova, Stepanov & Elix (2009)[28]– Siberia
- Cetrelia sinensis W.L.Culb. & C.F.Culb. (1968)[40] – China; Taiwán

Cetrelia rhytidocarpa (Mont. & Bosch) Lumbsch (1988), transferida de Cetraria a Cetrelia por H. Thorsten Lumbsch en 1988, se clasifica ahora como especie tipo de Cetreliopsis.
A partir de septiembre de 2021, Species Fungorum acepta cinco especies de Cetrelia: C. cetrarioides, C. chicitae, C. monachorum, C. olivetorum y C. sayanensis.

## Hábitat y distribución

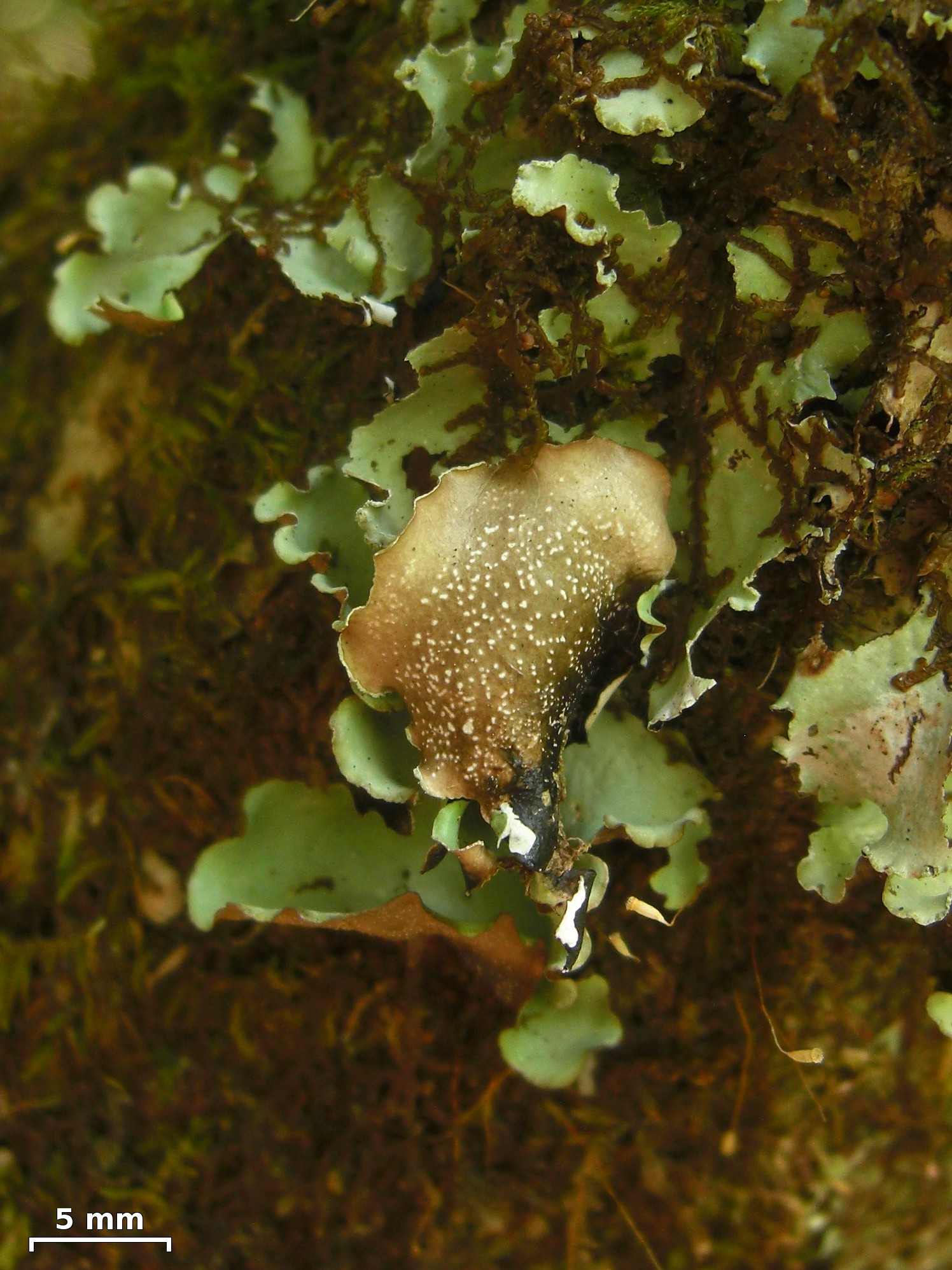
Cetrelia monachorum; la barra de escala es de 0,5 cm

Los líquenes Cetrelia suelen crecer sobre corteza, pero a veces se encuentran sobre rocas y briofitas. Se han encontrado en un amplio rango altitudinal, de 1.000 a 4.500 m. En general, el género prefiere hábitats algo húmedos y frescos, y a menudo se encuentra en troncos de árboles o briofitos sobre rocas sombreadas. Las especies de Cetrelia que se encuentran en Europa son en su mayoría epífitas (crecen sobre plantas), normalmente se encuentran en bosques naturales o seminaturales viejos sobre cortezas de árboles, y a veces sobre rocas musgosas. Suelen encontrarse en zonas de alta humedad, como bosques pantanosos, o bosques rodeados por un lago o río, o en laderas cerca de lagos o arroyos. La observación de que los líquenes de Cetrelia suelen encontrarse entre briofitas o sobre briofitas que crecen en cortezas sugiere que esta asociación proporciona mejores condiciones de humedad para los líquenes. Cetrelia suele preferir los árboles caducifolios, aunque en raras ocasiones se ha registrado su crecimiento sobre coníferas. Un estudio de varios centenares de recolecciones del género procedentes en su mayor parte de los Alpes orientales europeos reveló los árboles preferidos como sustratos: sicomoro (34%), haya europea (14%), aliso (sobre todo aliso gris, 13%), roble sp. (8%), sauce sp. (6%) y fresno europeo (6%). La selectividad de sustrato de Cetrelia no siempre es consistente a través de amplias regiones geográficas como Europa, ya que el rango del sustrato determina si estará presente en una determinada zona.
La mayoría de las especies de Cetrelia se encuentran en Asia oriental o sudoriental. No hay ninguna en África, Australia, Nueva Zelanda o Sudamérica. Se han registrado cuatro especies en Europa: Cetrelia cetrarioides, C. chicitae, C. monachorum y C. olivetorum. En un estudio de 2021 sobre las especies de Cetrelia en Hungría, el uso de análisis químicos para determinar los metabolitos secundarios de los líquenes reveló que las cuatro especies se encuentran en ese país, el doble de las que se creía que formaban parte de la flora liquénica húngara. Diez especies se encuentran en la India, nueve especies en el noreste de China, y cuatro en Corea del Sur, cinco especies se conocen en Norteamérica, mientras que ocho especies se han registrado en la extensa área geográfica anteriormente conocida como Unión Soviética. De los cinco morfotipos, sólo cetrarioides está ampliamente distribuido en el mundo. Cetrelia cetrarioides se encuentra en todo el hemisferio norte, con unos pocos registros del hemisferio sur.

## Conservación
Algunas de las especies de Cetrelia presentes en Europa figuran en diversas listas rojas regionales. En los países bálticos, las especies de Cetrelia son raras y están amenazadas. En Estonia, C. olivetorum y C. cetrarioides están consideradas En Peligro y C. monachorum En Peligro Crítico. Los factores que amenazan a estos líquenes incluyen la tala de bosques y el crecimiento excesivo de dunas y alvares debido al cese de las prácticas tradicionales de gestión forestal. Cetrelia olivetorum se ha incluido en la Lista Legislativa de Líquenes Legalmente Protegidos de Letonia, un estatus que permite el establecimiento de pequeñas reservas naturales (hasta 30 hectáreas (74 acres)) para ayudar a su conservación. En Lituania, todas las especies de Cetrelia se consideran En Peligro. También aparecen en las Listas Rojas de los países de Fenoscandia; por ejemplo, en Suecia, C. olivetorum sensu lato se considera En Peligro Crítico, y en Finlandia, C. cetrarioides y C. olivetorum, En Peligro. En Bielorrusia, C. olivetorum y C. monachorum se consideran En Peligro, y C. cetrarioides, En Peligro Crítico.

## Usos
En la India, la Cetrelia braunsiana se utiliza como fuente de un tinte natural para colorear diferentes fibras como la seda, la seda de tussar y el algodón. Dependiendo del método utilizado para extraer el tinte del liquen, éste produce un color final amarillo marfil o amarillo oliva claro. La atranorina es una de las sustancias tintóreas presentes en esta especie; el ácido alectorónico y el ácido α-colatólico son otras sustancias químicas secundarias presentes en C. braunsiana.
En China, Cetrelia cetrarioides, C. olivetorum y C. pseudolivetorum se recogen a granel para la preparación de material con propiedades antibióticas utilizado en medicina tradicional. Estas tres especies también se utilizan como materia prima en la producción de reactivo tornasol.